# Rimini Protokoll
Rimini Protokoll es una compañía de teatro fundada en el año 2002 por Helgard Haug, Stefan Kaegi y Daniel Wetzel. Se caracteriza por su innovación a nivel tecnológico, su experimentación en el teatro inmersivo y su trabajo con personas reales que comparten sus vivencias (en lugar de actores y actrices), a las que llaman expertos o especialistas.

## La compañía
Rimini Protokoll fue fundada en el año 2002 por Helgard Haug, Stefan Kaegi y Daniel Wetzel, que estudiaron juntos durante los años noventa en el Institut für Angewandte Theaterwissenschaften (el Instituto de Ciencias del Teatro Aplicadas) de la Universidad de Gießen, Alemania. Desde entonces, estos tres creadores han trabajado de manera conjunta y también en proyectos dirigidos individualmente o en pareja dentro de la propia compañía; las combinaciones más habituales son la de Haug y Wetzel, Kaegi en solitario y los tres juntos. Rimini Protokoll es una compañía muy particular, en la que ni los roles ni las líneas de investigación y propuestas están delimitados. Se trata de una unión, un nombre, «una marca que facilita la comunicación, una red de trabajo efectiva, una organización paraguas sin un ideario definido» y que mantiene la individualidad de cada uno de sus miembros [Malzacher, 2008: 21]. Junto a ellos colaboran multitud de profesionales no solo de las artes escénicas, sino de las diversas disciplinas con las que están relacionadas las propuestas artísticas del grupo (científicas, escritores, profesores, jubiladas, transportistas, telefonistas, niños y niñas, arquitectas…).

Antes de la creación de la compañía, Kaegi, Wetzel y Haug trabajaban como directores en solitario, cada cual de sus propios montajes. Una de las semillas de lo que posteriormente sería el estilo de Rimini Protokoll lo sentó Kaegi en 1997, con su obra Peter Heller spricht über Geflügelhaltung (Peter Heller habla sobre las granjas de pollos), en la que un supuestamente trabajador real de esta industria reflexionaba sobre la vida, el consumo y la teatralidad entre pedazos de carne y datos sobre la cría industrial de pollitos y gallinas. Kaegi se unió a Bernd Ernst y fundaron el grupo Hygiene Heute (Hoy higiénico), con el cual siguieron investigando en esta misma línea. A su vez, desde 1995 Marcus Droß, Helgard Haug y Daniel Wetzel habían estado desarrollando performances bajo el nombre de Ungunstraum – Alles zu seiner Zeit (Espacio desfavorable. Cada cosa a su tiempo), en las cuales ponían en escena a personas reales (no actores) que actuaban como expertos de sus propias experiencias, lo cual llegaría a ser uno de los rasgos de identidad de Rimini Protokoll. Sin embargo, no fue hasta 1999 cuando Heug, Wetzel y Kaegi se unieron y empezaron a trabajar juntos, después de que compartieran entre sí los proyectos que habían estado desarrollando y llegaran a la conclusión de que sus líneas de investigación eran muy similares. De esta unión surgió Kreuzworträtsel Boxenstopp (Parada en boxes de crucigrama), su primera obra conjunta, que presentaron al festival Plateaux, dirigido a artistas emergentes, y que fue estrenada en noviembre del año 2000. Este proyecto supone el primer paso en la trayectoria de Rimini Protokoll, nombre al que llegarían un tiempo más tarde.
Comenzaron en salas alternativas, pero pronto empezaron a interesarse por su trabajo los teatros nacionales y municipales de varias ciudades de Alemania y otros países de Europa. El salto lo dieron en 2002 gracias a su espectáculo Deutschland 2 (Alemania 2), en el que Rimini Protokoll tenía la intención de recrear en el antiguo parlamento alemán, en la ciudad de Bonn, el debate que se había producido en el Reichstag en Berlín el 27 de junio de ese año. Los parlamentarios de esta puesta en escena serían ciudadanos comunes, que a través de unos auriculares irían recibiendo los discursos para pronunciarlos en tiempo real, mientras escuchaban las grabaciones. Sin embargo, el presidente del parlamento, Wolfgang Thierse, prohibió el montaje en ese espacio aludiendo a la «dignidad de la casa», lo cual suscitó un gran debate social sobre la libertad del arte y los límites entre política y teatro. Finalmente la función se realizó en un teatro de Bonn, y despertó un interés mediático que lanzó la trayectoria de Rimini Protokoll. Desde entonces han llevado a cabo decenas de montajes que se han movido por todo el mundo.
Durante estos veinte años han sido galardonados con premios como
- El Fausto, Premio nacional de teatro alemán (2007)
- Premio de Dramaturgia de Mülheim por Karl Marx: El Capital, primera parte (2007)
- Gran Premio de Teatro de la Oficina Federal de Cultura de Suiza
- Premio Europeo de Teatro
- León de Plata de la Bienal de Venecia

## Ideas, objetivos y método de trabajo
La gran mayoría de los montajes, instalaciones y conferencias de Rimini Protokoll tienen los siguientes rasgos en común:
- La interacción con el público y la ruptura de los límites del escenario. En muchas ocasiones los espectadores y espectadoras se convierten en colaboradoras y a veces protagonizan ellas mismas la pieza, que no tiene actores como tal, sino que es desarrollada por la propia audiencia. Se rompen las nociones tradicionales de teatro para buscar nuevas posibilidades que conecten con la realidad de hoy y a la vez volver a las raíces teatrales basadas en la interacción y la conexión directa con la gente (como en el Siglo de Oro o el teatro isabelino).
- El uso de la tecnología como herramienta fundamental (vídeo, audio, música). En las puestas en escena de Rimini Protokoll el audio y el vídeo son elementos centrales; de hecho, algunos de sus proyectos se basan exclusivamente en una voz que interactúa con el público (como en Remote X o Utopolis). Además, incluso en los montajes más cercanos al teatro convencional las videoproyecciones y el espacio sonoro son determinantes para la dramaturgia.
- La vida real como punto de partida y elemento dramatúrgico base; la interrelación entre realidad y ficción.
- La reflexión y el cuestionamiento de estructuras sociales, modelos de pensamiento, interconexión y relación entre personas, etc. Se busca mostrar la realidad para generar distanciamiento y reflexión en el público, tanto a través de la interacción directa como en el rol tradicional (pasivo) del espectador o espectadora.
- La participación de actores no profesionales que hacen de sí mismos, a los que llaman especialistas. Para cada montaje el equipo contacta con personas que tienen experiencias relacionadas con el tema sobre el que quieren reflexionar (niños, militares, transportistas…) y les invitan a compartir estas vivencias para poder crear un todo a partir de ellas.
- Los espacios no teatrales: las calles, los museos, los medios de transporte, la ciudad. Muchos de los proyectos de Rimini Protokoll se desarrollan fuera de las salas de teatro, y con el movimiento como elemento clave: el público no permanece en el mismo punto, sino que se desplaza (ya sea a pie, en transporte público o en un camión de la compañía). Este desplazamiento tiene un sentido dramatúrgico y estructura el montaje de estas piezas. Con este alejamiento de espacios tradicionales se plantea un nuevo modelo de teatro que interactúa directamente y sin barreras con la gente corriente.

## Antecedentes
Rimini Protokoll se inserta en la tradición del teatro documento y del teatro político, géneros que han tenido un desarrollo muy grande en Alemania, país natal de dos de los tres integrantes de Rimini Protokoll y sede de la compañía. En realidad, ambos estilos se funden para crear un género híbrido, ya que el teatro documento siempre tiene un sentido político, sea más o menos fuerte.
El teatro documento utiliza materiales reales, documentales, para representar el mundo tal y como es o para escenificar una realidad paralela y deseada, para mostrar el mundo como debería ser. Para ello, coloca en escena documentos (textos, vídeos, fotografías, declaraciones…) de hechos reales, que pueden ser el único material del espectáculo o estar dentro de un relato ficticio [Gimber, 2016: 19].
Los orígenes del teatro documento se encuentran precisamente en Alemania, con La muerte de Danton de Georg Büchner (1833), que incluía discursos reales pronunciados por Robespierre. Durante el siglo XX esta introducción de la realidad en la ficción se fue volviendo más habitual, con manifestaciones como los collage dadaístas o la novela Berlin Alexanderplatz de Alfred Döblin, publicada en 1929. Sin embargo, el verdadero inicio del teatro documento como género lo marca Erwin Piscator, que es considerado su fundador. Piscator quiso alejarse del teatro burgués de su tiempo y crear un arte proletario, para lo cual fundó las compañías Agitprop. Sus primeros trabajos estuvieron relacionados con la Primera Guerra Mundial y utilizaban filmaciones reales del conflicto y su contexto, pues, como decía el propio Piscator, «estas imágenes deberían tener un mayor efecto en las masas proletarias que cien discursos» [citado en Gimber, 2016: 21]. Después de la Segunda Guerra Mundial la manera de hacer arte tuvo que ser redescubierta, y lo mismo ocurrió con el teatro documento, que se centró en enfrentar al público y a los propios creadores con el pasado inmediato (los horrores del nazismo y de la guerra). Se inició así una segunda generación de autores, con Rolf Hochhuth y Peter Weiss a la cabeza, cuyas obras más destacadas fueron El vicario (de Hochhuth), estrenada en 1963 y dirigida por Piscator, y La indagación (de Weiss), de 1965.
La tercera generación del teatro documento surge ya en el contexto del teatro posdramático, y supone una serie de innovaciones respecto a los autores anteriores: se hace uso de espacios alternativos (más allá de las salas teatrales), el texto va creándose o alterándose durante las representaciones, el público pasa a estar implicado en la pieza y el papel del actor pasa a ser más relativo y transformable. Ya no se pretende representar una visión concreta de la realidad, sino mostrarla con todas sus capas y dar «una compleja visión del mundo que de ninguna manera quiere garantizar una sola verdad» [Gimber, 2016: 29]. Dentro de los autores de esta nueva corriente destacan Milo Rau (con obras como Los procesos de Zurich), Hans Werner Kroesinger y los integrantes de Rimini Protokoll (Helgard Haug, Stefan Kaegi y Daniel Wetzel).
Por otro lado, Rimini Protokoll bebe mucho también de la performance y del teatro posdramático, concepto creado por Hans-Thies Lehmann en 1999 y que representa un nuevo paradigma por el cual la forma teatral deja de estar basada exclusivamente en el texto [Pewny, 2008: 39]. Las vanguardias de comienzos de siglo y las experimentaciones retomadas durante las décadas de 1960 y 1970 desarrollaron múltiples formas de performance que unían artes visuales (vídeo, escultura, fotografía…), danza y teatro, en una forma artística muy centrada en el cuerpo y en la reflexión sobre el arte y su función social, la identidad y la separación entre realidad y ficción [Pewny, 2008: 38]. En los últimos años, tres décadas después de esta ola performativa, este tipo de teatro ha llegado a los grandes teatros alemanes y del resto de Europa, ya que la escena se está interesando cada vez más por las conexiones entre teatro y vida real. La primera pieza de este tipo que tuvo impacto en Alemania fue Passion Impossible – 7 Tage Notruf für Deutschland, dirigida por Christoph Schlingensief en 1997, que utilizaba una estación de trenes como lugar de contacto entre artistas, público, gente de la calle y personas sin techo. Esta forma de insertar la vida pública dentro de la experiencia teatral inició un camino que durante los últimos veinte años ha explorado las interacciones entre teatro y realidad política y social, y en el cual Rimini Protokoll se posiciona como una de las compañías más innovadoras y exitosas de Europa.

## Algunos proyectos destacados
- Kreuzworträtsel Boxenstopp (Parada en boxes de crucigrama) (2000)

De Helgard Haug, Stefan Kaegi y Daniel Wetzel.
Es el primer espectáculo en el que colaboran Haug, Kaegi y Wetzel de manera conjunta, por lo que puede considerarse la pieza fundacional de Rimini Protokoll (creada antes de la formación de la compañía). Esta obra inició la «dramaturgia del cuidado» que caracteriza a Rimini Protokoll, una manera de trabajar que se centra en la investigación y en el trabajo de primera mano con expertos y expertas, personas que comparten sus vivencias en un proceso que les protege y a la vez les lleva a sus límites, y abrió el camino a multitud de instalaciones auditivas, grabaciones de radio y cortos documentales [Dreysse y Malzacher, 2008: 8].
Cuatro mujeres de más de 80 años se convierten en pilotos de Fórmula 1 para reflexionar sobre la velocidad, la paciencia y la presencia en su propia vida (y, así, en la vida del público). Dos de ellas, Wera Düring y Ulrike Falke, vivían en la residencia para la tercera edad frente al Künstlerhaus Mousonturm de Frankfurt (el teatro en el que se estrenó la pieza). Las otras dos, Martha Marbo y Christiane Zerda, eran actrices (esta última tuvo que sustituir a la participante anterior, también residente en la misma residencia, que enfermó poco antes del estreno).
Con los entrenamientos de memoria que las cuatro mujeres realizan en la residencia para la tercera edad en la que viven y la analogía con las carreras de coches como base, la obra se adapta a los tempos de estas expertas (a los horarios limitados de la residencia, a sus propios problemas de memoria, a sus limitaciones físicas…) y las invita a compartir sus reflexiones y vivencias. Ulrike Falke no es capaz de memorizar texto, así que se pasa toda la obra sentada en un pupitre y leyendo sus intervenciones, que estructuran la pieza. Su voz tiembla: en la propia dimensión vocal del espectáculo se transmite la fragilidad de los cuerpos de las mujeres en escena. Las ancianas comparten anécdotas sobre un supuesto equipo de carreras, lo cual hace que los límites entre realidad y ficción se hagan permeables.
Kreuzworträtsel Boxenstopp gira en torno a la amenaza a la integridad física en la vejez, a la presencia constante de la muerte y a la percepción del tiempo en una rutina (la de la residencia) que se repite incansablemente y sin apenas variación [Dreysse, 2008: 79].
- Deadline (2003)

De Helgard Haug, Stefan Kaegi y Daniel Wetzel.
Una reflexión sobre la muerte en la mayoría de los estados de Europa: una muerte que está absolutamente inserta en un sistema de rituales y burocracias que la ordenan y hacen de ella un negocio.
En el escenario toman la palabra profesionales del mundo de la muerte (un forense, una enfermera, un trabajador de funeraria, una florista, un tallador de placas para sepulcros, un enterrador, una estudiante de medicina...) que plasman sus experiencias relacionadas con esta parte de la vida.
Lo irrepetible del momento de la muerte en contraposición con la repetición que supone el teatro. Una reflexión sobre la actitud de nuestra sociedad hacia la muerte y su impacto en cada experiencia personal.
- Wallenstein (2005)

De Helgard Haug y Daniel Wetzel.
El primer trabajo de la compañía a partir de un texto clásico: una relectura del drama histórico de Friedrich Schiller, Wallenstein. En esta obra estructurada en tres partes el dramaturgo alemán hace una denuncia de la guerra a través de la figura de Albrecht von Wallenstein, un general de Bohemia que fue asesinado en 1634 por orden del emperador austriaco. El protagonista se enfrenta a un conflicto interno entre cumplir con su deber o rebelarse contra el emperador.
Rimini Protokoll actualiza este conflicto y lo sitúa en Weimar y Mannheim a través de las historias de personas reales, como el doctor Otto, un candidato político caído en desgracia, o Ralf Kirsten, un oficial de policía que en 1988 tuvo que elegir entre su carrera profesional y su mujer, que era sospechosa de ser contraria al régimen comunista (que caería un año más tarde).
- Call Cutta (2005)

De Helgard Haug, Stefan Kaegi y Daniel Wetzel.
¿Qué pasaría si todos los operadores telefónicos de la India dejaran sus obligaciones laborales e iniciaran conversaciones personales con las personas al otro lado del teléfono?
Una voz te guía a través de las calles de tu ciudad dando datos sobre determinadas zonas (como parques por los que pasaron personajes históricos), invitándote a observar los árboles, las aceras, las tiendas… como no lo habías hecho antes, y haciendo preguntas y reflexiones íntimas.
La idea de este montaje les vino a los integrantes de Rimini Protokoll durante un viaje a Calcuta en el que visitaron el distrito llamado Salt Lake, lleno de edificios ultramodernos utilizados como call centers y que suponían un fuerte contraste con el resto de la ciudad, como si fuese un decorado teatral. A partir de ahí decidieron contratar a diez telefonistas indios, algunos hablantes del alemán, para que actuaran como guías de personas a 15.000 kilómetros de distancia y pudieran alejarse de la voz institucional de obligado cumplimiento en su trabajo, improvisar y mostrar su personalidad.
A lo largo de la pieza dos personas a ambos lados del mundo se unen en una especie de tour que deriva en una conexión íntima, y que invita a la reflexión sobre el poder de la globalización y la despersonalización en el ámbito laboral capitalista.
- Karl Marx: El Capital, volumen uno (2006)

De Helgard Haug y Daniel Wetzel.
Rimini Protokoll explora en esta pieza la obra que más ha influido en la economía y la política mundial. Y lo hace a través de las vivencias y creencias de ocho personas para las cuales este primer volumen de El Capital ha sido determinante. Ocho especialistas que profundizan en el texto de Marx desde una perspectiva personal y crean así un collage de la obra y del propio autor, un cuadro variado que refleja diferentes acercamientos y visiones de la obra.
Junto a la entrada se entrega una copia de El Capital a cada espectadora o espectador, para que puedan seguir la lectura de los fragmentos que se leen durante la obra.
¿Quién se ha leído El Capital de principio a fin? ¿Por qué tuvo tanta importancia en su momento? ¿Qué nos puede seguir contando Marx a día de hoy?
Con este montaje Rimini Protokoll ganó en 2007 el Premio Nacional de Teatro alemán.
- Cargo Sofia-X (2006)

De Stefan Kaegi.
Un camión reconvertido en observatorio: 45 personas se sientan en el espacio que usualmente ocupa la mercancía y pueden ver la carretera y la ciudad a través de una gran cristalera tintada en uno de los lados de la zona de carga.
Dos transportistas en la cabina comparten sus historias de vida con el público a través de un sistema de micrófonos.
Un recorrido por carreteras, gasolineras, restaurantes de comida rápida, puntos de carga y almacenes para reflexionar sobre las condiciones de vida y las experiencias de los transportistas, nómadas del siglo XXI.
- 100% City (2008)

De Helgard Haug, Stefan Kaegi y Daniel Wetzel.
Cien personas elegidas cumpliendo cinco criterios demográficos para representar a la ciudad en la que viven. Cada persona es un 1% de esa ciudad, por edad, género, barrio, nacionalidad y composición de su familia. El proyecto empieza con una ciudadana o ciudadano que tiene 24 horas para elegir a la siguiente persona participante, adecuándose a los criterios presentados. Así, en una larga cadena las cien personas quedan seleccionadas.
Sobre el escenario, esas cien madrileñas, berlineses, londinenses, porteñas… llevan consigo un objeto que les representa, que cuenta una historia íntima sobre sus vidas. Puede ser cualquier pequeño o gran objeto, cuyo relato comparten con el público y con las 99 personas restantes.
Las cien personas representan la vida en la ciudad a diferentes horas del día, bailan, forman una conga, se quedan paradas sin que nada ocurra en escena… Y responden preguntas, lo cual permite ver las actitudes y vivencias de una muestra representativa de la ciudad. ¿Has sido víctima de violencia? ¿Crees en la pena de muerte? ¿Dirías que hay personas racistas sobre el escenario? ¿Has cometido actos violentos? ¿Has sufrido depresión? ¿Responderías a todas esas preguntas delante de tus familiares, amigas o conocidos? ¿Crees que tu criterio coincide con el de la mayoría de tus conciudadanas y conciudadanos? Preguntas para las personas participantes, pero también (no hay duda) para todas aquellas que presencian el espectáculo.
- Situation Rooms (2013)

De Helgard Haug, Stefan Kaegi y Daniel Wetzel.
Una experiencia que combina lo virtual y lo presencial, en la que cada participante carga con una tablet y unos auriculares puestos que le indican cómo recorrer el edificio en el que se encuentra. No hay actitud pasiva ante un espectáculo que se desarrolla delante de ti, no hay butacas, no hay público. Las personas que asisten a la pieza la construyen, se sumergen en la visión de los protagonistas que comparten sus historias. Y se convierten por escasos segundos en esas personas. Cada participante realiza su propio recorrido, su propio viaje a través de un laberinto en el cual se cruza con otras y otros que en ese momento se encuentran inmersos en un ataque por dron en Pakistán, en un club de tiro en Berlín o en un campamento en Sierra Leona.
Inspirada en la situation room en la Casa Blanca en la cual Obama fue testigo a distancia de la ejecución de Bin Laden, esta pieza de Rimini Protokoll muestra los testimonios de 20 personas cuyas vidas han sido definidas por su relación con las armas. Para plasmar estas vivencias, la compañía construyó 15 habitaciones que recrean diferentes espacios (como una escuela del Congo donde niños soldados eran reclutados a la fuerza o una zona de negocio de armas) y pidió a sus expertos que contaran su experiencia en ese mismo espacio mientras eran grabados. Las personas participantes en Situation Rooms pasan a ser esos expertos, como en un videojuego en el que sin embargo no puedes tomar ninguna decisión propia, sino solo seguir las indicaciones que va dando una voz en off para guiarte a través de un espacio compuesto por «múltiples habitaciones que están interconectadas con un sistema de puertas, pasadizos o escaleras», un «espacio cerrado sobre sí mismo, casi hermético, que no admite ninguna mirada desde fuera» [Nawrot, 2019: 325].  
¿Cómo funciona la gran maquinaria de la guerra? ¿Somos conscientes de la enorme cantidad de personas insertas en ella? ¿Qué hace que nunca se detenga? ¿Cómo me siento yo al ponerme delante de estas historias? ¿Lo vivo con indiferencia, con alivio, con miedo, con indignación? ¿Tal vez un poco de cada?
No hay tiempo para reflexionar durante el espectáculo: cada participante escucha diez testimonios de siete minutos de duración cada uno, por lo que «la rapidez con la que se salta de una historia a otra (...) y la consiguiente superficialidad de estos relatos» no deja lugar para el detenimiento. Será al salir del teatro cuando cada persona se pare a ordenar las sensaciones que ha recibido durante la experiencia.
- Remote City (2013)

De Stefan Kaegi y Jörg Karrenbauer.
Un grupo de cincuenta personas son guiadas a través de su ciudad por una voz que les habla a través de unos auriculares, como un gran GPS grupal.
¿Cómo tomamos nuestras decisiones? ¿Cómo influye el peso del grupo en cómo actuamos o dejamos de actuar? ¿Cuáles son nuestras respuestas ante las instrucciones de una voz sintetizada, no humana? ¿Cómo nos relacionamos dentro del grupo? ¿Qué reacciones generamos en aquellas personas que no pertenecen al grupo, y cómo reaccionamos ante esas reacciones?
Esta experiencia invita a vivir y mirar la ciudad desde otros ángulos, a caminar como forma de arte, igual que hicieron los dadaístas o los surrealistas con sus paseos y sus deambulares.
Remote City ha tenido desde 2013 multitud de ediciones, y ha pasado por más de 35 ciudades en todo el mundo (incluida Madrid, en 2019).
- Adolf Hitler: Mein Kampf, Partes 1 & 2 (2015)

De Helgard Haug y Daniel Wetzel.
¿Debería el Mein Kampf, el famoso texto en el que Adolf Hitler exponía su teoría racista y nacionalista, volver a ser publicado? ¿Es efectivo vedar la distribución de un libro, o solo ayuda a agrandar el mito de obra prohibida? ¿Quién se ha leído el Mein Kampf de todas formas, y qué es lo que esta dice?
Rimini Protokoll indaga sobre los significados de este texto que aún hoy sigue fascinando y levantando polémicas a partes iguales. Los derechos de la obra los tenía el Estado de Baviera hasta finales de 2015, pero una vez liberados (tras 90 años desde su primera publicación, en 1925), volvió a plantearse la cuestión de si la obra podía republicarse.
Utilizando la misma escenografía que en Das Kapital, una de sus obras más exitosas, del año 2006, y que giraba en torno al archiconocido escrito de Karl Marx, esta nueva pieza de Rimini Protokoll se pregunta cuánto impacto puede llegar a tener un libro, cómo reacciona la sociedad ante un texto como este y cuánta vigencia siguen teniendo en Alemania los escritos de Adolf Hitler.
- DO’s and DON'Ts (2018)

De Helgard Haug, Jörg Karrenbauer y Aljoscha Begrich.
Un viaje por la ciudad a bordo de un camión convertido en grada (el mismo utilizado en Cargo Sofia-X en 2006), con una gran cristalera tintada que permite ver pero no ser visto, y una pantalla móvil sobre la cual se realizan proyecciones.
Una niña y un adolescente, apoyados por un coro infantil, nos guían en ese tour por la ciudad. Con seriedad y profundidad, como si fuera un juego.
¿Qué está permitido hacer y qué no? ¿Cómo sería una ciudad ideal? ¿Somos libres? ¿Qué supone la libertad? ¿Cuáles son las normas? ¿Estamos de acuerdo con ellas? ¿Qué pasaría si no existieran reglas?
- Utopolis (2019)

De Helgard Haug, Stefan Kaegi y Daniel Wetzel.
Basada en la obra del siglo XVI de Tomás Moro, Utopía, esta pieza de Rimini Protokoll reflexiona sobre las mismas preguntas planteadas hace cuatrocientos años.
48 pequeños grupos de espectadores comienzan al mismo tiempo un tour por la ciudad de Mánchester saliendo de 48 puntos de inicio diferentes. Guiados por un altavoz (de colores diferentes para cada grupo) y por un pasaporte con un mapa que reciben al comienzo del recorrido, construirán su propia utopía de manera conjunta: cada persona puede enviar a través de sms sus propuestas para crear una sociedad mejor. En cada parada escucharán las historias de diferentes personas de la ciudad, y podrán compartir sus propias ideas.
Primera parada: la asamblea de Mánchester. Las personas participantes ocupan los asientos de la presidencia, del partido gobernante, de la oposición. «¿Por qué te has sentado justo ahí? ¿Te gustaría ocupar otro lugar? ¿Tal vez colocarte en la zona de mando, frente al resto de la asamblea? ¿Cómo mejorarías la ciudad? Puedes abrir tu micrófono si tienes alguna propuesta».
La voz indica al grupo del altavoz verde que abandone la sala, pues está en desacuerdo con los demás. Otros grupos salen también por orden de sus altavoces. Continúa el recorrido.
Segunda parada: el tribunal de justicia de Mánchester. Los grupos se distribuyen, siguiendo indicaciones, en la posición de los jueces, acusados, fiscalía, defensa, testigos, público. Se oyen declaraciones de personas de la ciudad y se plantea la pregunta «¿qué harías como sociedad para erradicar el crimen?». «Manda tu respuesta por sms; tienes un minuto». Por los altavoces salen propuestas grabadas.
Mientras abandonan la sala, suena una corriente de agua, para borrar lo que han escuchado en el tribunal. «¿Te gustaría tener elementos electrónicos en tu cuerpo que te permitieran moverte más fácilmente? ¿Cómo te gustaría moverte?».
Tercera parada: la iglesia Cross Street Chapel, símbolo de la religión liberal. Se plantea una reflexión sobre la inteligencia artificial y cómo esta se ha convertido en nuestra creencia superior, por la cual nos dejamos guiar.
Cuarta parada: la sala de exámenes de una universidad. Las personas participantes deben hacer un examen, fijándose en el tiempo que queda, cuánto recuerdan de lo que han aprendido. «Siéntate delante de otra persona. ¿Qué sabe? ¿Ha cumplido sus sueños? La persona más joven de los dos habla sobre la profesión de sus abuelos. Tú eres tu trabajo. Siempre va contigo. Siempre estás disponible: cuando viajas, cuando estás con tus hijos, cuando haces el amor». «¿Qué es lo más importante que las generaciones deberían aprender? Manda tu respuesta por sms para seguir creando nuestra utopía. ¿Qué personas convertirían la utopía en distopía?».
Quinta parada: la biblioteca central. Punto de encuentro de las 300 personas participantes. La primera utopía fue un libro. Solo un libro. «Piensa en cinco palabras con las que describirías tu vida, y anótalas en tu pasaporte. Arranca esa página y guárdatela. Ponte cómodo o cómoda. ¿Cómo sería el mundo futuro ideal? ¿Cómo serían nuestros cuerpos, nuestros trabajos, los géneros, nuestra comida, cómo se tendrían hijos o hijas? ¿Seguiría habiendo países y gobiernos? Levántate y dale tu papel a alguien. Entrega ese papel a otra persona».
Al salir de la biblioteca, cada persona recibe una frase, escrita por alguna de esas 300 personas, sobre la sociedad utópica en la que cree, y la comenta con el resto. La pregunta queda en el aire. ¿Qué es la utopía? ¿Sería simplemente posible en un mundo diverso como el nuestro?
- Chinchilla Arschloch, waswas (2020)

De Helgard Haug.
Tres personas con síndrome de Tourette sobre el escenario. Personas que no pueden evitar exclamar insultos, mover el cuerpo de formas inconexas, proferir obscenidades, que no pueden controlar sus tics. El texto nunca está fijado, los elementos escenográficos deben estar asegurados con métodos de sujeción, se tienen que reservar habitaciones de hotel especiales.
El posible peligro de caer en el voyeurismo queda despejado desde el principio, pues la obra profundiza con sensibilidad en la soledad, el rechazo, la incomprensión a los que las personas con Tourette se tiene que enfrentar. Lo hace a través de los testimonios personales de Christian Hempel, Benjamin Jürgens y Bijan Kaffenberger, que con Barbara Morgenstern como presentadora y música en directo, juegan con nuestros prejuicios y hacen que el público se pregunte si todos los tics y todos los insultos en escena son causados por la enfermedad, o si algunos simplemente forman parte de la representación. Los tres hombres comparten vivencias reales, como cuando Benjamin asistió a una función teatral con su exmujer, pues a pesar de lo mal que lo pasa en este tipo de situaciones quería regalarle algo especial por Navidad, y tuvo que salirse porque gritó en mitad de un monólogo «¡menuda basura!».
Sin embargo, esta pieza no tiene como tema central el síndrome de Tourette, sino que habla sobre el miedo de la gente, de la sociedad, a perder el control.

## Influencias en creadores españoles
Rimini Protokoll ha marcado tendencia en Europa y se ha convertido en una de las compañías más innovadoras del panorama teatral desde hace veinte años. Sus aportaciones son fundamentales especialmente dentro del teatro participativo y el teatro transmedia o audiovisual. En España, es bastante clara la influencia de esta compañía en creadores como Roger Bernat o la Agrupación Señor Serrano.
Roger Bernat, con su compañía FFF (The Friendly Face of Fascism), es uno de los pioneros del teatro de inmersión en nuestro país, cuyos principios artísticos están recogidos en su manifiesto Para una estética de los dispositivos, escrita junto a Roberto Fratini. En Pendiente de voto, del año 2012, transforma el teatro en un parlamento en el cual los espectadores y espectadoras tienen la capacidad de debatir y votar a través de un mando a distancia sobre temas que se plantean a la cámara. Como el propio autor afirma, esta pieza no es «ficción de la política, sino política de la ficción», en la cual participan políticos verdaderos y no los verdaderos políticos. En Numax-Fagor, plus, del 2014, el público reproduce las frases que pronunciaron los trabajadores de las fábricas de electrodomésticos de Numax y Fagor en sus asambleas de 1979 y 2013 respectivamente, antes de ser despedidos (lo cual recuerda mucho al famoso Deutschland 2 que lanzó a la fama a Rimini Protokoll). En Please, continue (Hamlet), del año 2019, el público forma parte del jurado que decidirá la culpabilidad o la inocencia de Hamlet, príncipe de Dinamarca. Los espectadores y espectadoras se ven implicadas por tanto en la acción, desarrollada por el actor que interpreta a Hamlet y nueve testigos (también actores), y les muestra su responsabilidad como colectivo, tanto dentro como fuera del teatro. Bernat comparte con Rimini Protokoll la posición del público en el centro de la propuesta, la reflexión crítica sobre cuestiones sociales y políticas, y el uso de las nuevas tecnologías como centro de sus escenificaciones.
Por su parte, la Agrupación Señor Serrano se acerca a Rimini Protokoll en la utilización de maquetas y pequeños objetos que se manipulan (como hace la compañía alemana en montajes como Heuschrecken, Home Visit Europa, Nachlass o Evros Walk Water), en el cuestionamiento de lo que es realidad y lo que es ficción (cuyos límites no quedan del todo claros en las propuestas de ninguna de las dos compañías), la inclusión de las tecnologías como elementos centrales y definitorios de la dramaturgia, y el carácter político de denuncia o reflexión sobre realidades contemporáneas.
Estos son solo dos ejemplos de creadores que han seguido en España la estela de Rimini Protokoll: muchas otras compañías han bebido, de una manera o de otra, de las aportaciones de Haug, Kaegi y Wetzel. Y muchas otras, muy probablemente, lo seguirán haciendo, pues el carácter inspirador de Rimini Protokoll es inmenso e increíblemente variado.